# تورستن ليندبرغ
تورستن ليندبرغ (بالسويدية: Torsten Lindberg)‏ (و. 1917 – 2009 م) هو لاعب كرة قدم، ومدرب كرة قدم، من السويد، شارك في كأس العالم 1950، والألعاب الأولمبية الصيفية 1948، يلعب كحارس مرمى، توفي في مالمو، عن عمر يناهز 92 عاماً.

## روابط خارجية
- تورستن ليندبرغ على موقع الاتحاد الدولي (مؤرشف)  (الإنجليزية)
- تورستن ليندبرغ على موقع اتحاد السويد (السويدية)
- تورستن ليندبرغ على موقع قاعدة بيانات كرة القدم.إي يو (الإنجليزية)
- تورستن ليندبرغ على موقع ناشيونال فوتبول تيمز (الإنجليزية)
- تورستن ليندبرغ على موقع Soccerway.com (الإنجليزية)
- تورستن ليندبرغ على موقع اللجنة الأولمبية الدولية (الإنجليزية)
- تورستن ليندبرغ على موقع أوليمبيديا (الإنجليزية)
- تورستن ليندبرغ على موقع اللجنة الأولمبية السويدية (السويدية)